# Крижанівський Володимир Романович
Володимир Романович Крижанівський (24 липня 1971) — український футболіст, що грав на позиції нападника і півзахисника. Відомий насамперед за виступами в команді вищої української ліги «Прикарпаття» з Івано-Франківська.

## Клубна кар'єра
Володимир Крижанівський розпочав виступи на футбольних полях у 1993 році в аматорських командах «Галичина» (Брошнів) і «Пробій» (Городенка). У 1995 році Крижанівський став гравцем клубу «Калуш», який цього року розпочав виступи в другій українській лізі. У складі калуського клубу футболіст грав до середини 1997 року, коли став гравцем команди першої ліги «Полісся» з Житомира, а за півроку повернувся до «Калуша», в якому грав до кінця 1998 року. На початку сезону 1998—1999 років Крижанівський на правах оренди зіграв 4 матчі у клубі вищої української ліги «Прикарпаття» з Івано-Франківська. У 1999 році футболіст грав у складі хмельницького «Поділля», яке в першій половині року грало в першій лізі, а в другій половині в другій лізі.
На початку 2000 року Володимир Крижанівський грав у складі аматорської команди «Техно-Центр». У сезоні 2000—2001 років футболіст грав у складі команди першої ліги «Поліграфтехніка» з Олександрії, щоправда за сезон зіграв лише 13 матчів. Наступний сезон Крижанівський знову грав у складі калуського клубу, який грав цього року під назвою «Лукор», та відзначився неабиякою результативністю, забивши 27 м'ячів у 30 матчах, що принесло йому звання кращого бомбардира другої ліги цього сезону.
У сезоні 2002—2003 років Володимир Крижанівський грав у складі команди першої ліги «Зірка» з Кіровоград, у складі якої став переможцем турніру першої ліги. Проте у вищій лізі футболіст цього разу не зіграв, а з початку сезону 2003—2004 став гравцем івано-франківського «Спартака», в якому грав до кінця 2003 року. На початку 2004 року Крижанівський грав у аматоських командах «Лужани» і «Карпати» (Яремче). На початку сезону 2004—2005 футболіст став гравцем команди другої ліги «Факел» з Івано-Франківська, в якому грав до кінця 2006 року. Після закінчення виступів у «Факелі» Володимир Крижанівський до 2021 року грав у низці аматорських та ветеранських клубів Івано-Франківської області.

## Досягнення
- Переможець Першої ліги України: 2002–2003